# Morusy (Podzamcze)
Morusy – przysiółek wsi Podzamcze położonej w gminie Ogrodzieniec, w powiecie zawierciańskim, w województwie śląskim, przy drodze wojewódzkiej nr 790.
Nazwa miejscowości odnotowana została w 1877 roku. Wywodzi się ona od nazwy osobowej Morus w liczbie mnogiej, która z kolei powiązana jest etymologicznie z gwarowym określeniem morus w znaczeniu ‘brudas’ lub ‘wół czerwony z czarną pręgą na głowie’. 
W 1921 roku wieś Morusy liczyła 47 mieszkańców (26 kobiet i 21 mężczyzn) i znajdowało się w niej 8 budynków mieszkalnych.